# Báguena
Báguena és un municipi de la província de Terol situat a la comarca del Jiloca, a la vall del riu Jiloca. Antigament la N-330 travessava el poble i ara ho fa pels afores. Comptava amb una estació de l'antiga línia de ferrocarril de Calataiud a Calamocha, que va ser tancada el 1983.
L'església de la població és d'estil mudèjar i compta amb una torre de notable interès artístic, i diferents palaus i cases senyorials repartides arreu del poble, entre els quals destaca el convent de les clarisses o la Casa de Calvo.
També és interessant el paratge de l'Aguallueve, un conjunt de brolladors i deus d'aigua a una de les valls que originen la rambla d'Anento.

## El topònim
El nom Báguena s'escrivia originalment amb v. Amb tota probabilitat prové de l'adjectiu llatí vaccus, que vol dir vuit, desocupat, desert, que quan es va castellanitzar va perdre la terminació d'acusatiu, va conservar la consonant muda inicial i també la a tònica, mentre que la consonant c es va debilitar per esdevenir una suau g intervocàlica. El procés seria aquest: 
Vacuum > vacu > vagu, més el sufix "ena", molt comú a Aragó i de significat desconegut.
Al segle xviii van començar els dubtes entre les grafies v/b, fins que al segle xix es va imposar la b.
Una explicació alternativa a l'origen del topònim és que derivi de "bagueny", que significa obac.

## Història

### Els orígens
Els primers pobladors es van establir al territori en el tercer quart del segle xii. El 1142, Ramon Berenguer IV, en un intent de repoblar Daroca i el seu territori va concedir un fur de població cosa que va convertir aquesta ciutat en la senyora de tot el territori amb plens poders jurisdiccionals i fiscals, tant a la ciutat com als núclis habitats que ja existien.
El Consell de Daroca era qui repartia els lots de terra a la gent que venia a establir-s'hi. Els nous assentaments eren consdierats barris de Daroca i adscrits a alguna de les seves parròquies.
La primera menció del nom Báguena es troba el 1205 en un document del bisbe de Saragossa, Ramón de Castrocol, que distribuïa els delmes i primícies de les parròquies de Daroca. Báguena ho fou a la de Santa Maria.

### LaComunidad de Aldeas de Daroca
El 1248, per un privilegi de Jaume I, les viles i llocs de la zona es van deslligar de la dependència absoluta de Daroca, i es van vertebrar en una organització superior amb la creació de la Comunidad de Aldeas de Daroca. Tot i que portava el seu nom, Daroca, no formava part de la comunitat i aquesta s'administrava sense representants de la ciutat i amb la prohibició que les sessions es fessin a la ciutat.
Les viles i llocs que formaven la comunitat s'agrupaven en cinc districtes menors, denominats sesmas, cada una estava composta per nuclis variables de població. Báguena formava part de la sesma del Campo de Gallocanta, que es componia, a més, amb Anento, Balconchán, Bello, Castejón de Tornos, Ferreruela, Gallocanta, Manchones, Murero, Odón, Retascón, San Martín del Río, Santed, Torralba de los Sisones, Used, Val de San Martín, Valdehorna, Villanueva de Jiloca i Villarroya del Campo.

### Òrgan de govern del poble
En un primer moment, els llocs estaven regits per cinc homes bons o homes honrats, segons disposaven les primeres ordenances de la comunitat. Amb el pas del temps i una complexitat creixent de serveis i prestacions assumits per aquesta administració, va passar a estar formada per dos jurats, el primer i el segon, un procurador, encarregat de les finances, i un nombre variable d'oficials, segons la població que tingués el poble.
La tasca d'aquests càrrecs estava limitada a un any, la renovació tenia lloc el dia de sant Miquel, el 29 de setembre. Per tal de ser nomenat per insaculació, calia estar inscrit a la regla de mig poster. Estaven exclosos d'aquests càrrecs els nobles i els que exercien alguns dels oficis considerats vils, com ferrer, sabater, sastre, teixidor, fuster, botiguer, carreter, carnisser, esquilador, forner, mesoner, manescal i adúlter.
A partir dels Decrets de Nova Planta, després de la Guerra de Successió Espanyola, el consell va canviar la denominació per la d'ajuntament i a ser regit per un alcalde, tinent d'alcalde, dos regidors i el síndic procurador. Al segle xix, va ser de nou reformat i ja va adquirir els càrrecs i denominacions que existeixen avui dia, alcalde, tinent d'alcalde i regidors. També durant aquest segle i amb la divisió provincial, fou assignat a la província de Terol, cosa que el va deslligar administrativament de Daroca, que va quedar assignada a la província de Saragossa.